# Завадка-Осецька
Завадка-Осецька (пол. Zawadka Osiecka) — село в Польщі, у гміні Осек-Ясельський Ясельського повіту Підкарпатського воєводства.
Населення — 813 осіб (2011).
У 1975-1998 роках село належало до Кросненського воєводства.

## Демографія
Демографічна структура станом на 31 березня 2011 року:
|          | Загалом | Допрацездатний вік | Працездатний вік | Постпрацездатний вік |
| -------- | ------- | ------------------ | ---------------- | -------------------- |
| Чоловіки | 415     | 98                 | 275              | 42                   |
| Жінки    | 398     | 78                 | 243              | 77                   |
| Разом    | 813     | 176                | 518              | 119                  |